# Heinrich Draeger
Pour les articles homonymes, voir Draeger (homonymie).
Heinrich Draeger (né le 4 mars 1907 à Bilsdorf et mort le 6 avril 1991 à Völklingen) est un homme politique allemand et membre de la CDU.

## Biographie
Diplômé en 1927 au lycée humaniste de Sarrelouis (aujourd'hui «SGS - Saarlouiser Gymnasium am Stadtgarten»), Draeger, de confession catholique romaine, étudie l'ingénierie mécanique à Karlsruhe et obtient son diplôme en 1932. Il travaille d'abord dans l'industrie du fer et de l'acier et plus tard dans la construction aéronautique à l'usine Junkers à Dessau. En 1946, Draeger quitte la zone d'occupation soviétique et retourne en Sarre, où il travaille initialement comme ingénieur indépendant. Dans les années 50, il devient maître de conférences à l'"École nationale d'ingénieurs de Sarrebruck". Draeger est marié et a deux enfants.
Il est membre des associations étudiantes catholiques KDSt.V. Normannia Karlsruhe et KDSt.V. Carolus Magnus Saarbrücken.

## Parti politique
Lors du premier référendum sur la Sarre en 1935, Draeger s'est battu pour le Front allemand . Après avoir été admis à la CDU en 1955, il est impliqué dans le rejet du statut de la Sarre.

## Parlementaire
De 1957 à 1972, il est député du Bundestag pour la circonscription de Sarrebruck-Campagne.

## Honneurs
- 1972: Commandeur de l'ordre du Mérite de la République fédérale d'Allemagne
- 1977: Ordre du mérite de la Sarre[1]